# قلب قدسی
قلب از خود گذشته یا قلب قدسی (به انگلیسی: Sacred Heart) سومین آلبوم گروه هوی متال آمریکایی دیو است که در اوت ۱۹۸۵ با همکاری انتشارات وارنر برادرز رکوردز منتشر شد. این آلبوم توانست در رده بندی بیلبورد ۲۰۰ رتبه ۲۹ را از آن خود کند. طرح روی جلد این آلبوم اثر رابرت فلورزاک است.
آلبوم قلب از خود گذشته در ۱۵ اکتبر ۱۹۸۵ برنده جایزه گلد در آمریکا شد. اگرچه که این آخرین آلبوم گروه بود که به این مقام دست می‌یافت.
این آلبوم یکی از مشهورترین آلبوم‌های دیو است و قطعات برتری چون «قلب از خود گذشته»، «کودکان راک ان رول» و «مشتاق بهشت» را در خود جای داده‌است.
در حاشیه دور تا دور روی جلد جمله‌ای به زبان لاتین اینچنین نوشته شده‌است: FINIS PER SOMNIVM REPERIO TIBI SACRA COR VENEFICVS OSTIVM AVRVM. به خاطر عدم نقطه‌گذاری تعیین معنی دقیق این جمله کمی دشوار است ولی این جمله را می‌توان از آن برداشت کرد: من در انگیزه‌های تو در خیال، این‌ها را یافتم: یک قلب از خود گذشته، یک جادوگر و یک در طلایی. البته می‌توان از آن جمله لاتین معناهای دیگری نیز استنباط کرد. شاید بتوان این معنی را نیز با توجه به متن شعر استنباط کرد: «هرگاه که تو می‌پنداری کلید را در دست داری، همان، در رو به سوی آزادی را برای تو می‌گشاید، و تو به قلبی آزاد دست یافتی». و «ما اینجا جادوگری را می‌بینیم که به گوی کریستال خیره شده و کاملاً بر تو متمرکز شده‌است». ممکن است که این یک تفسیر بی‌قاعده و غیراصولی از آن شعر باشد.
این آلبوم آخرین آلبوم حضور ویوین کمپل، به عنوان نوازنده گیتار در گروه دیو است. او پس از جدا شدن از دیو به گروه‌هایی چون دف لپارد، ریورساید و وایت‌اسنیک پیوست.
قطعه «مشتاق بهشت» در فیلم تلاش خیال ظاهر شده‌است.

## فهرست آهنگ‌ها
تمام اشعار این آلبوم توسط رانی جیمز دیو نوشته شده‌است.
1. «پادشاه راک ان رول» (دیو، کمپل، جیمی بین، ویویان اپایس) - ۳:۴۹
2. «قلب از خود گذشته» (دیو، کمپل، بین، اپایس) - ۶:۲۷
3. «دروغی دیگر» (دیو) - ۳:۴۸
4. «کودکان راک ان رول» (دیو) - ۴:۳۲
5. «مشتاق بهشت» (دیو، بین) - ۴:۱۰
6. «تکه‌ای از قلب» (دیو، بین) - ۴:۲۴
7. «روز دیگری» (دیو، کمپل) - ۳:۲۳
8. «فرشتگان سقوط کرده» (دیو، کمپل، بین، اپایس) - ۳:۵۷
9. «رها شو رهاشو» (دیو، کمپل، بین، اپایس) - ۴:۲۰

## رتبه‌ها

### آلبوم‌ها
| سال  | آلبوم            | رتبه        | رتبه                          |
| ---- | ---------------- | ----------- | ----------------------------- |
| سال  | آلبوم            | بیلبورد ۲۰۰ | جدول موسیقی آلبوم‌های بریتانیا |
| ۱۹۸۵ | قلب از خود گذشته | #۲۹         | #۴                            |

### آهنگ‌ها
| سال  | آهنگ               | رتبه                  |
| ---- | ------------------ | --------------------- |
| سال  | آهنگ               | برترین های راک آمریکا |
| ۱۹۸۵ | "مشتاق بهشت"       | #۳۰                   |
| ۱۹۸۵ | "کودکان راک ا رول" | #۲۶                   |

## سازندگان
- رانی جیمز دیو-خواننده
- ویوین کمپل-گیتار
- جیمی بین-گیتار باس
- وینی اپایس-درامز
- کلاود اشنل-کیبورد
- ضبط شده در استودیو رامبو در لس آنجلس
- تهیه شده توسط رانی جیمز دیو
- طراح و مدیریت انجلو مرکوری
- ضبط ابتدایی گرگ فولجیتینی در استودیو آرتیزان ساند رکوردز، هالیوود
- طرح روی جلد توسط رابرت فلورزاک